# Bataille de l'Irtych
Conquête de la Sibérie
La bataille de l'Irtych est une bataille opposant le khanat de Sibir au tsarat de Russie, qui voit la mort du général russe Ermak Timofeïévitch et la reconquête de Sibir par Koutchoum Khan.

## Contexte
Ermak Timofeïévitch avait auparavant battu Koutchoum Khan au cap Tchouvache (en).
Avec le début et l'aggravation de la pénurie alimentaire, l'armée d'Ermak entre dans une période de famine. Koutchoum, sachant cela, tend un piège. Le récit le plus courant est que Koutchoum divulgue délibérément des informations à Ermak, dans lesquelles il est affirmé que les marchands de Boukhara d'Asie centrale, voyageant avec de grandes quantités de nourriture, sont empêchés de se déplacer par les hommes de Koutchoum. En août 1585, Ermak part avec une bande d'hommes pour libérer les commerçants. Constatant que les informations sont fausses, Ermak ordonne le retour à Qashliq. Que ce soit à cause d'une tempête en cours ou parce que les hommes sont fatigués d'avoir ramé en amont, les forces d'Ermak s'arrêtent sur une petite île formée par deux branches de l'Irtych et établissent leur camp dans la nuit du 4 au 5 août 1585. Convaincus que la rivière offre une protection, les hommes d'Ermak s'endorment sans garde.

## Bataille
Koutchoum, cependant, a suivi le groupe d'Ermak et est à l'affût. Les forces de Koutchoum traversent la rivière à gué vers minuit. Leur approche est cachée par le bruit de l'orage et l'obscurité de la nuit. Les Tatars de Koutchoum se jettent si rapidement sur les hommes d'Ermak qu'ils ne peuvent se servir ni de leurs fusils ni de leurs armes, et un massacre s'ensuit. Dans le chaos qui suit, tous les hommes du côté russe, sauf trois, sont tués, dont Ermak. La légende raconte qu'après avoir combattu les envahisseurs et avoir été blessé au bras par un couteau, Ermak, constatant que leurs bateaux ont été emportés par la tempête, tente de traverser la rivière. En raison du poids de l'armure que lui a offerte le tsar, Ermak coule au fond et se noie. Au moins un survivant, libéré de cette armure lourde, peut s'enfuir de l'autre côté de la rivière et retourner à Qashliq avec la nouvelle de la mort d'Ermak.

## Conséquences
Après avoir vaincu et tué Ermak, Koutchoum restaure le khanat de Sibir, bien qu'il ne soit pas centré sur son ancienne capitale, Qashliq, mais sur la rivière Irtych.